# Carl Cohnen
Carl Cohnen (* 7. August 1887 in Mönchengladbach; † 20. Juli 1976 ebenda) war ein deutscher Landschafts- und Porträtmaler der Düsseldorfer Schule und der Rheinischen Sezession.

## Leben
Cohnen, Sohn des Sattlers, Polsterers und Dekorateurs Peter Joseph Cohnen und dessen Ehefrau Maria, geborene Jammers, studierte Malerei an der Kunstakademie Düsseldorf. Dort war er Schüler von Eduard von Gebhardt und Julius Paul Junghanns, zuletzt Meisterschüler von Adolf Münzer. 1911/1912 hielt er sich zu Studienzwecken im Elsass auf. Während des Ersten Weltkriegs arbeitete er unter anderem als Restaurator im Geschäft der Eltern. Zum Wintersemester 1923 besuchte er die Akademie der Bildenden Künste München, wo Karl Caspar sein Lehrer war. 1924/1925 bereiste er Italien, danach Frankreich und Spanien. Dort begegnete er Georges Braque, Tsuguharu Foujita und Dimitrios Galanis.
Anfang der 1930er Jahre kehrte er nach Mönchengladbach zurück und wurde Mitglied der Rheinischen Sezession. Ein Privatschüler Cohnens war damals der spätere Philosoph Hans Jonas. In dieser Zeit engagierte sich Cohnen im Kampfbund für deutsche Kultur. In dessen Ortsgruppe Mönchengladbach leitete er die Fachgruppe „Bildende Kunst“. Von 1933 bis 1934 war er Vorsitzender der Mönchengladbacher Künstlervereinigung „Die Kante“, 1934 Kulturwart für Mönchengladbach der Kreisleitung und Ortsgruppe der Reichskammer der bildenden Künste. Ab 1942 leistete er Kriegsdienst. Nach dem Zweiten Weltkrieg wurde er Mitglied der Kunstgemeinschaft „Die Planke“ und der Düsseldorfer Künstlergruppe 1949.
Cohnen war befreundet mit dem Düsseldorfer Maler Albert Henrich. Zuletzt war er in Willich-Neersen ansässig. Werke Cohnens befinden sich unter anderem im Stadtmuseum Flensburg und im Stadtmuseum Mönchengladbach.

## Ausstellungen (Auswahl)
- 1939, 1943 und 1944 Große Deutsche Kunstausstellung, Haus der Kunst, München
- 1939: Niederrheinische Kunst, Kaiser-Wilhelm-Museum, Krefeld
- 1942: Frühjahrsausstellung Düsseldorf, Kunsthalle, Düsseldorf
- 1957: Einzelausstellung, Künstlerverein Malkasten, Düsseldorf
- 1970: Einzelausstellung, Künstlerverein Malkasten, Düsseldorf
- 1978: Gedächtnisausstellung, Museum Abteiberg, Mönchengladbach